# Play-offs Nederlands voetbal 1975
Tijdens het begin van de Eredivisie 1975/76 werd er voor het eerst in de geschiedenis van het Nederlands voetbal een korte competitie gespeeld voor een plaats in de UEFA Cup. Vier periodekampioenen van het seizoen 1974/75 streden in een enkelvoudige competitie om het tweede en laatste ticket voor de UEFA Cup voor het seizoen 1975/76. Deze vier ploegen waren: Ajax, FC Twente, AZ '67 en Sparta, die respectievelijk derde, vierde, vijfde en zesde waren geëindigd in de Eredivisie. Landskampioen PSV (Europacup I), bekerwinnaar FC Den Haag (Europacup II) en de nummer twee van de competitie Feyenoord (UEFA Cup) hadden Europees voetbal al veilig gesteld. De UEFA bestreed de geldigheid van deze kwalificatie, maar verloor de arbitragezaak die zij had aangespannen. Uiteindelijk bleek de nummer drie van de Eredivisie 1974/75, Ajax, ook de uiteindelijke winnaar van deze voorcompetitie en bereikte hiermee de UEFA Cup.
Stand/Uitslagen
| Pos | Team      | Wed | W | G | V | Ptn | DV | DT | +/− | Kwalificatie                     |  | AJX | TWE | AZ  | SPA |
| --- | --------- | --- | - | - | - | --- | -- | -- | --- | -------------------------------- |  | --- | --- | --- | --- |
| 1   | Ajax (O)  | 3   | 1 | 2 | 0 | 4   | 7  | 2  | +5  | Eerste ronde UEFA Cup            |  |     |     | 1–1 |     |
| 2   | FC Twente | 3   | 1 | 2 | 0 | 4   | 6  | 2  | +4  |                                  |  | 1–1 |     | 4–0 |     |
| 3   | AZ '67    | 3   | 1 | 1 | 1 | 3   | 3  | 6  | −3  | Speelt Intertoto Cup in de zomer |  |     |     |     | 2–1 |
| 4   | Sparta    | 3   | 0 | 1 | 2 | 1   | 2  | 8  | −6  | Speelt Intertoto Cup in de zomer |  | 0–5 | 1–1 |     |     |

Wedstrijden
|                        |                             |       |           |                                                                            |
| 13 augustus 1975 20:00 | AZ '67                      | 2 – 1 | Sparta    | Stadion: Alkmaarderhout, Alkmaar Toeschouwers: 6.300 Scheidsrechter: Derks |
| 13 augustus 1975 20:00 | Vosmaer 48' Van Marwijk 56' |       | 87' Matić | Stadion: Alkmaarderhout, Alkmaar Toeschouwers: 6.300 Scheidsrechter: Derks |
| 13 augustus 1975 20:00 |                             |       |           | Stadion: Alkmaarderhout, Alkmaar Toeschouwers: 6.300 Scheidsrechter: Derks |
| 13 augustus 1975 20:00 |                             |       |           | Stadion: Alkmaarderhout, Alkmaar Toeschouwers: 6.300 Scheidsrechter: Derks |
|                        |                             |       |           |                                                                            |

|                        |               |       |                  |                                                                                     |
| 13 augustus 1975 20:00 | FC Twente     | 1 – 1 | Ajax             | Stadion: Stadion Het Diekman, Enschede Toeschouwers: 15.000 Scheidsrechter: Boosten |
| 13 augustus 1975 20:00 | Pahlplatz 27' |       | 13' Steffenhagen | Stadion: Stadion Het Diekman, Enschede Toeschouwers: 15.000 Scheidsrechter: Boosten |
| 13 augustus 1975 20:00 |               |       |                  | Stadion: Stadion Het Diekman, Enschede Toeschouwers: 15.000 Scheidsrechter: Boosten |
| 13 augustus 1975 20:00 |               |       |                  | Stadion: Stadion Het Diekman, Enschede Toeschouwers: 15.000 Scheidsrechter: Boosten |
|                        |               |       |                  |                                                                                     |

|                        |            |       |          |                                                                                  |
| 20 augustus 1975 20:00 | Ajax       | 1 – 1 | AZ '67   | Stadion: Olympisch Stadion, Amsterdam Toeschouwers: 9.068 Scheidsrechter: Pijper |
| 20 augustus 1975 20:00 | Meijer 79' |       | 33' Kist | Stadion: Olympisch Stadion, Amsterdam Toeschouwers: 9.068 Scheidsrechter: Pijper |
| 20 augustus 1975 20:00 |            |       |          | Stadion: Olympisch Stadion, Amsterdam Toeschouwers: 9.068 Scheidsrechter: Pijper |
| 20 augustus 1975 20:00 |            |       |          | Stadion: Olympisch Stadion, Amsterdam Toeschouwers: 9.068 Scheidsrechter: Pijper |
|                        |            |       |          |                                                                                  |

|                        |                  |       |           |                                                                                                 |
| 20 augustus 1975 20:00 | Sparta           | 1 – 1 | FC Twente | Stadion: Spartastadion Het Kasteel, Rotterdam Toeschouwers: 7.000 Scheidsrechter: Hoppenbrouwer |
| 20 augustus 1975 20:00 | Van Staveren 87' |       | 18' Bos   | Stadion: Spartastadion Het Kasteel, Rotterdam Toeschouwers: 7.000 Scheidsrechter: Hoppenbrouwer |
| 20 augustus 1975 20:00 |                  |       |           | Stadion: Spartastadion Het Kasteel, Rotterdam Toeschouwers: 7.000 Scheidsrechter: Hoppenbrouwer |
| 20 augustus 1975 20:00 |                  |       |           | Stadion: Spartastadion Het Kasteel, Rotterdam Toeschouwers: 7.000 Scheidsrechter: Hoppenbrouwer |
|                        |                  |       |           |                                                                                                 |

|                        |        |                                                |      |                                                                                   |
| 26 augustus 1975 20:00 | Sparta | 0 – 5                                          | Ajax | Stadion: Stadion Feijenoord, Rotterdam Toeschouwers: 8.626 Scheidsrechter: Corver |
| 26 augustus 1975 20:00 |        | Geels 5', 40', 76' Meijer 31' Steffenhagen 65' |      | Stadion: Stadion Feijenoord, Rotterdam Toeschouwers: 8.626 Scheidsrechter: Corver |
| 26 augustus 1975 20:00 |        |                                                |      | Stadion: Stadion Feijenoord, Rotterdam Toeschouwers: 8.626 Scheidsrechter: Corver |
| 26 augustus 1975 20:00 |        |                                                |      | Stadion: Stadion Feijenoord, Rotterdam Toeschouwers: 8.626 Scheidsrechter: Corver |
|                        |        |                                                |      |                                                                                   |

|                        |                                              |       |        |                                                                                       |
| 26 augustus 1975 20:00 | FC Twente                                    | 4 – 0 | AZ '67 | Stadion: Philips Stadion, Eindhoven Toeschouwers: 3.500 Scheidsrechter: Hoppenbrouwer |
| 26 augustus 1975 20:00 | 48', 58' Achterberg 52' Van der Vall 66' Bos |       |        | Stadion: Philips Stadion, Eindhoven Toeschouwers: 3.500 Scheidsrechter: Hoppenbrouwer |
| 26 augustus 1975 20:00 |                                              |       |        | Stadion: Philips Stadion, Eindhoven Toeschouwers: 3.500 Scheidsrechter: Hoppenbrouwer |
| 26 augustus 1975 20:00 |                                              |       |        | Stadion: Philips Stadion, Eindhoven Toeschouwers: 3.500 Scheidsrechter: Hoppenbrouwer |
|                        |                                              |       |        |                                                                                       |

Eredivisie

1960 · 1975 · 1987 · 1988
Eerste divisie

1973 · 1974 · 1975 · 1976 · 1977 · 1978 · 1979 · 1980 · 1981 · 1982 · 1983 · 1984 · 1985 · 1986 · 1987 · 1988 · 1989 · 1990 · 1991 · 1992 · 1993 · 1994 · 1995 · 1996 · 1997 · 1998 · 1999 · 2000 · 2001 · 2002 · 2003 · 2004 · 2005

Vanaf 2006 staan alle competities op 1 pagina.

2006 · 2007 · 2008 · 2009 · 2010 · 2011 · 2012 · 2013 · 2014 · 2015 · 2016 · 2017 · 2018 · 2019 · 2020 · 2021 · 2022 · 2023 · 2024